# Wiedererkennungseffekt
Der Begriff Wiedererkennungseffekt (auch Wiedererkennungswert oder (Brand) Recognition genannt) wird insbesondere im Bereich Marketing, speziell in Verbindung mit Werbung gebraucht. Hier dient er als Maß für die Wirkung von Werbemitteln und Werbesprache sowie für die zielgruppenspezifische kognitive Verknüpfung. In der Regel wird er durch Befragung von Zielgruppen gewonnen und wird in Prozent angegeben. Ziel ist es, mit Hilfe von überwiegend kommunikationspolitischen Marketingstrategien den Wiedererkennungseffekt zu erhöhen, um das Kaufverhalten des Konsumenten in Richtung einer Kaufentscheidung für das beworbene Produkt zu beeinflussen. Von einer positiven Veränderung des Wiedererkennungseffekts wird häufig auch auf eine erfolgreiche Werbekampagne geschlossen. Der Begriff steht weiterhin in engem Zusammenhang zur Markenbekanntheit sowie dem Recall und lässt sich den Aufgaben der Marktforschung zuordnen.
Weiterhin steht der Begriff auch für jegliche Kausalitäten, bei denen eine wahrgenommene Eigenschaft als bekannt und damit vertraut eingestuft wird. Dies kann sich dabei sowohl auf eine Person wie ihre Stimme, eine Sache, einen Ort, einen Film  und dergleichen beziehen, deren Wahrnehmung beispielsweise auditiv oder visuell erfolgt.

## Messbarkeit
Bei der Messung des Wiedererkennungseffektes werden insbesondere psychologische Testverfahren der Werbeforschung verwendet. In der Regel wird einem Probanden ein Werbemittel, häufig eine zu testende Zeitung oder Zeitschrift, vorgelegt. Anschließend wird er, in der Regel mit Hilfe eines standardisierten Fragebogens, gefragt, an welches Produkt er sich erinnert. Gemessen werden soll die deklarative, explizite Gedächtnisleistung. Dies ist sowohl als Querschnitts- im Vergleich zu anderen Produkten als auch als Längsschnittstudie über einen längeren Zeitraum möglich. Während sich bei Recall-Tests die Untersuchungsperson frei erinnern soll, wird bei Recognitionsverfahren bereits eine Vorauswahl getroffen und der Test bezieht sich nur auf das gegebene Material. Daher ergeben sich höhere Erinnerungswerte bei der Wiedererkennung und die Vergessenskurve des Behaltens verläuft flacher als bei dem Recall (der Reproduktion).
Eine Möglichkeit komplexe Erscheinungen zu bearbeiten ist mit der Rekognitionsheuristik gegeben. Es können verschiedene Spielarten von Recognitionstests unterschieden werden. Bei der Markenrecognition wird die sogenannte passive Markenkenntnis gemessen. Der Konsument erinnert sich dann, wenn er die Marke selbst oder deren Namen sieht und muss sich nicht aktiv selbst wie beim Recall daran erinnern. Hierzu wird dem Befragten die Marke oder der Name (entweder in Standardschrift oder mit dem jeweiligen Markenschriftzug) zusammen mit weiteren Marken vorgelegt. Eine weitere Variante ist die Bildrecognition. Die Testperson erhält visuelle Reizvorlagen in Form von etwa Bilderpuzzlen, Bilderzuordnungen und Bildmaskierungen, die sie nach ihrem Wissen erkennen oder zuordnen soll. Während die Markenrecognition eher auf bewusste Kenntnisse zurückgreift, wird versucht, bei der Bildrecognition eher wenig bewusstes bildliches Wissen einzufangen. Weitere Verfahren zur Messung des Wiedererkennungswertes sind beispielsweise der Copytest und der Starch-Test. Kritik an der Messbarkeit des Wiedererkennungseffekts ergibt sich unter anderem aus der Schwierigkeit, Gedächtnisleistungen objektiv zu erfassen, denn jeder Abrufvorgang verändert schon das Gedächtnis.

## Maßnahmen zur Steigerung
Durch Verbesserung des Corporate Designs kann der Wiedererkennungseffekt gesteigert werden. Dies geschieht beispielsweise durch einheitliche Gestaltung von Verpackungen in Form von wiederkehrender Verwendung von Zeichen, Formen und Farben. Auch bizarre Eindrücke und Ausdrücke von Lebendigkeit und Anschauung fördern die Wiedererkennung.
Ursächlich dafür ist, dass die Wahrnehmung von Bildern der rechten Gehirnhälfte zugeordnet wird, so dass das Wiedererkennen gerade diese Hemisphäre anspricht. Bilder gelten als Low-Involvement-Botschaften, die keine tiefe kognitive Informationsverarbeitung erfordern.
Das Wiedererkennen von Namen und Schriftzügen kann auch Bewusstseinprozesse im Kurzzeitgedächtnis aktivieren. Neben Elementen der visuellen Markenführung können auch Maßnahmen der akustischen Markenführung wie Erkennungsmelodien den Wiedererkennungseffekt steigern.

## Bedeutung
Der Wiedererkennungseffekt spielt insbesondere eine Rolle bei Low-Involvement-Produkten, bei denen der Kunde ein habituelles Kaufverhalten zeigt. Diese Erkenntnis geht auf Forschungen von Edward P. Krugman zurück. Er untersuchte, warum Fernsehwerbung zwar einen hohen Wiedererkennungseffekt besitzt, aber so gut wie keine Einstellungsänderung bewirkt. Dies erklärte er mit dem Modell des sogenannten passiven Lernens, bei dem der Zuschauer bei der Fernsehunterhaltung mit geringer Selbstbeteiligung quasi auswendiglernt, so dass zwar eine Recognition, aber so gut wie kein Recall möglich ist. Die Kommunikationsstrategie ist bei Low-Involvement-Produkten daher so angelegt, eine Art Vorprägung zu erreichen. Durch geplante Platzierung im Regal wird eine gezielte Wiedererkennung angestrebt, um den Konsumenten bei einer potentiellen Informationsüberlastung zu erreichen. Der Endverbraucher greift dann intuitiv im Sinne einer Markentreue zu der Marke, die er wiedererkennt. Der Wiedererkennungseffekt hat jedoch nicht nur eine Bedeutung bei Produkten, sondern beispielsweise auch für Persönlichkeiten wie Sportler, im Stadtmarketing, Webseiten und Ähnlichem.